# El Potrero, Santiago Tuxtla
El Potrero är en ort i Mexiko.   Den ligger i kommunen Santiago Tuxtla och delstaten Veracruz, i den sydöstra delen av landet, 400 km öster om huvudstaden Mexico City. El Potrero ligger 43 meter över havet och antalet invånare är 337.
Terrängen runt El Potrero är platt åt sydväst, men åt nordost är den kuperad. Runt El Potrero är det ganska tätbefolkat, med 80 invånare per kvadratkilometer. Närmaste större samhälle är San Andres Tuxtla, 18,4 km öster om El Potrero. Omgivningarna runt El Potrero är en mosaik av jordbruksmark och naturlig växtlighet.